# Euonymus yunnanensis
Euonymus yunnanensis är en benvedsväxtart som beskrevs av Adrien René Franchet. Euonymus yunnanensis ingår i släktet Euonymus och familjen Celastraceae. Inga underarter finns listade.